# Štitari
Štitari es un pueblo ubicado en el municipio de Berane, en Montenegro.

## Demografía
Hasta 2011 la población era de 303 habitantes, conformada por 99 hogares y 152 viviendas.
| 416                                                              | 499 | 504 | 388 | 330 | 372 | 282 | 303 |
| (Fuente: Population statistics of Eastern Europe & former USSR.) |     |     |     |     |     |     |     |

| Etnicidad                                           | Número | Porcentaje |
| --------------------------------------------------- | ------ | ---------- |
| Serbios                                             | 159    | 56,38 %    |
| Montenegrinos                                       | 118    | 41,94 %    |
| Otros                                               | 5      | 1,77 %     |
| Fuente: Republic of Montenegro. Statistical Office. |        |            |